# Ронні Аллен
Рональд «Ронні» Аллен (англ. Ronald «Ronnie» Allen; 15 січня 1929, Фентон, Англія — 9 червня 2001, Грейт Вірлей — англійський футболіст, що грав на позиції нападника. Виступав за національну збірну Англії. По завершенні ігрової кар'єри — тренер.
Володар Кубка Іспанії (як тренер). Володар кубка Португалії (як тренер).

## Клубна кар'єра
Вихованець футбольної школи клубу «Порт Вейл». Дорослу футбольну кар'єру розпочав 1946 року в основній команді того ж клубу, в якій провів чотири сезони, взявши участь у 123 матчах чемпіонату.
Своєю грою за цю команду привернув увагу представників тренерського штабу клубу «Вест-Бромвіч Альбіон», до складу якого приєднався 1950 року. Відіграв за клуб з Вест-Бромвіча наступні одинадцять сезонів своєї ігрової кар'єри. Більшість часу, проведеного у складі «Вест-Бромвіч Альбіона», був основним гравцем атакувальної ланки команди.
Протягом 1961—1965 років захищав кольори команди клубу «Крістал Пелес».
Завершив професійну ігрову кар'єру у клубі «Лос-Анджелес Вулвс», за команду якого виступав 1967 року.

## Виступи за збірну
1953 року дебютував в офіційних матчах у складі національної збірної Англії. Протягом кар'єри у національній команді, яка тривала два роки, провів у формі головної команди країни п'ять матчів, забивши два голи.

## Кар'єра тренера
Розпочав тренерську кар'єру, ще продовжуючи грати на полі, 1966 року, очоливши тренерський штаб клубу «Вулвергемптон Вондерерз».
1969 року став головним тренером команди «Атлетік Більбао», тренував клуб з Більбао два роки.
Згодом протягом 1972—1973 років очолював тренерський штаб клубу «Спортінг».
1977 року прийняв пропозицію попрацювати у клубі «Вест-Бромвіч Альбіон». Залишив клуб з Вест-Бромвіча 1977 року.
Протягом одного року, починаючи з 1980, був головним тренером команди «Панатінаїкос».
Протягом тренерської кар'єри також очолював команди клубів «Лос-Анджелес Вулвс» та «Волсолл», а також входив до тренерського штабу збірної Саудівської Аравії.
Останнім місцем тренерської роботи був клуб «Вест-Бромвіч Альбіон», головним тренером команди якого Ронні Аллен був з 1981 по 1982 рік.
Помер 9 червня 2001 року на 73-му році життя.

## Титули досягнення

### Як гравця
- Володар Кубка Англії:

«Вест-Бромвіч Альбіон»: 1953-54
- Володар Суперкубка Англії:

«Вест-Бромвіч Альбіон»: 1954

### Як тренера
- Володар Кубка Іспанії:

«Атлетік»: 1969
- Володар Кубка Португалії:

«Спортінг»: 1972-73